# Test di verifica delle informazioni di Akaike
Il criterio d'informazione di Akaike (in inglese Akaike's information criterion, indicato come AIC), è un metodo per la valutazione e il confronto tra modelli statistici sviluppato dal matematico giapponese Hirotsugu Akaike nel 1971 e presentato alla comunità matematica nel 1974. Esso fornisce una misura della qualità della stima di un modello statistico tenendo conto sia della bontà di adattamento sia della complessità del modello.
Esso è basato sul concetto di entropia come misura di informazione, tramite la quale valuta la quantità di informazione persa quando un dato modello è usato per descrivere i dati.
La regola è quella di preferire i modelli con l'AIC più basso.
Tale criterio di valutazione risulta molto utile in quanto permette di confrontare tra loro anche modelli non annidati.

## Definizione
Nel caso generale è definito come
{\displaystyle {\mathit {AIC}}=2k-2\ln(L)}
dove {\displaystyle k} è il numero di parametri nel modello statistico e {\displaystyle L} è il valore massimizzato della funzione di verosimiglianza del modello stimato.